# Cepaea sylvatica
Cepaea sylvatica — наземный брюхоногий моллюск отряда лёгочных улиток из семейства гелицид.

## Описание

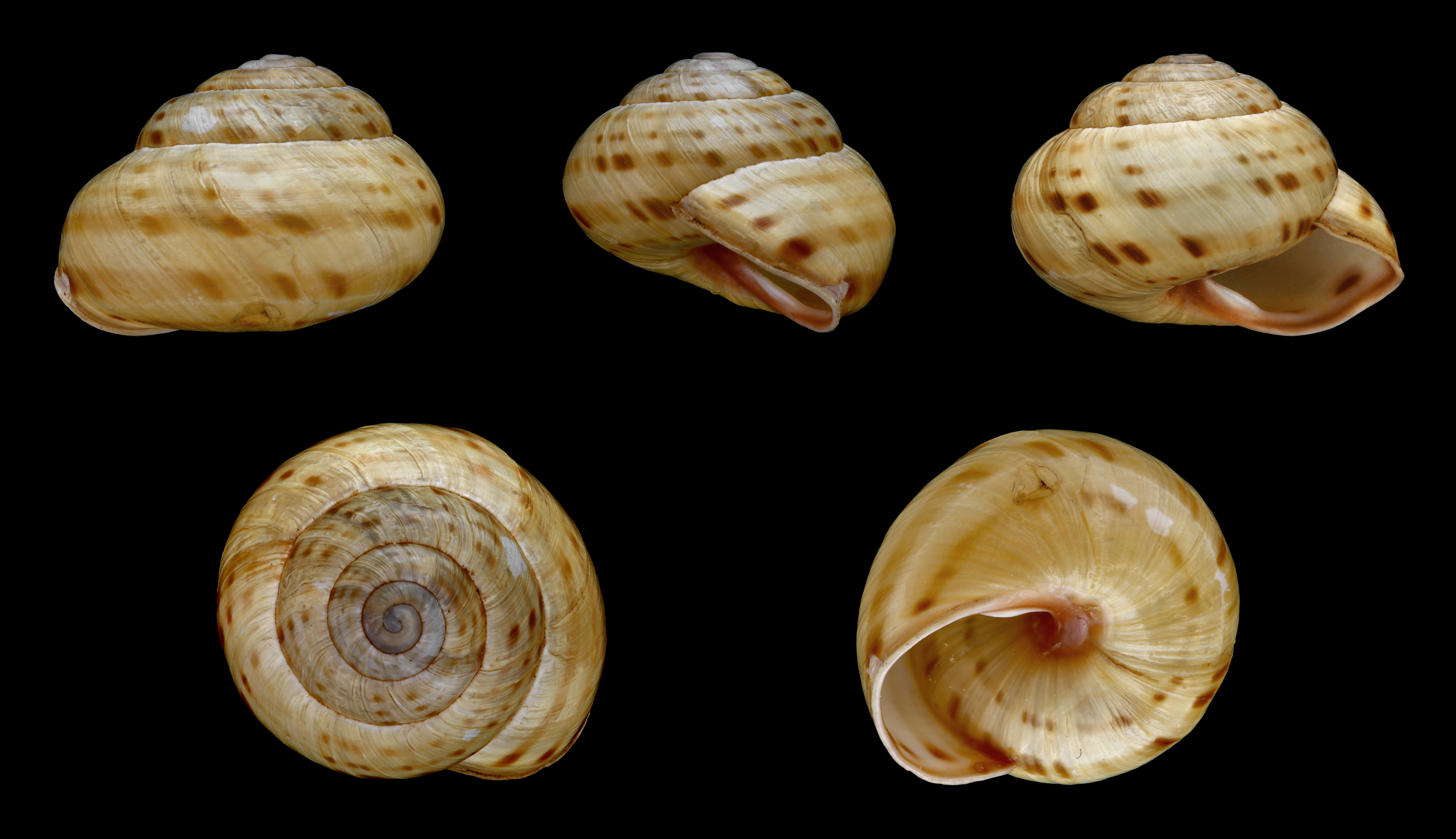

Крупная наземная улитка с высотой раковины 15—17 мм и диаметром 18—30 мм. Длина ползущего животного около 40—45 мм. Раковина кубаревидно-шаровидная, имеет 4,5—5,5 оборота, пупок полностью закрыт. Окрас от темно-коричневого, до бурого, с небольшим оттенком бордо, имеет продольную темную полосу и пятнистые крапинки на раковине. Внутренняя часть раковины и колумелла преимущественно имеет оттенок бордо. Скульптура раковины в виде тонких радиальных морщин. Устье раковины косое. Голова и нога улитки темные, иногда со светлой полосой, просвечивающие.

## Распространение
Страны Центральной и Северной Европы, в некоторых из них (Финляндия) вид нередок. В пределах России известен из Калининградской и Ленинградской областей. В Санкт-Петербурге обитает на Ижорской возвышенности.

## Экология
Цепею можно встретить на хорошо прогреваемых участках травяно-дубравных широколиственных лесов на карбонатных почвах, сложившихся на ордовикских отложениях. Молодь питается детритом, грибами и лишайниками и придерживается нижних ярусов леса, поверхности почвы, подстилки. Взрослые улитки часто поднимаются по стволам деревьев, кустарников, по стеблям травянистых растений, которыми дополняют рацион. Яйца откладывают в почву, под валежник, в моховые подушки.

### Лимитирующие факторы
Вырубка широколиственных пород деревьев; сбор живых моллюсков коллекционерами и хозяйственная деятельность человека, связанная с разрушением биотопов в местах обитания вида.

## Меры охраны
Охрана широколиственных лесов на карбонатных почвах. Внесение вида в списки особо охраняемых объектов памятника природы «Дудергофские высоты». Запрет сбора живых улиток в целях коллекционирования.